# Longipalpus tahuensis
Longipalpus tahuensis är en skalbaggsart som beskrevs av Chang 1978. Longipalpus tahuensis ingår i släktet Longipalpus och familjen långhorningar.
Artens utbredningsområde är Taiwan. Inga underarter finns listade i Catalogue of Life.